# 1438
1438 (MCDXXXVIII) je bilo navadno leto, ki se je po julijanskem koledarju začelo na sredo.

## Dogodki
- Ustanovljen Kazanski kanat (ukinjen 1552)

## Rojstva
Neznan datum
- Stjepan Tomašević, zadnji despot Srbije in zadnji kralj Bosne († 1463)

## Smrti
- Keo Phim Fa, kralj laoškega kraljestva Lan Xang (* 1343)